# Okrągły Stół (legendy)
Okrągły stół – stół podarowany królowi Arturowi przez jego żonę lub Merlina (w zależności od wersji legendy). Był on miejscem spotkań Rycerzy Okrągłego Stołu. Wykonany był z drewna i kamienia. Wyryte były na nim pozłacane litery z inicjałami wszystkich 150 Rycerzy. Miejsca przy nim nazywane były Zydlami. Przy stole znajdowało się jedno miejsce, zwane „miejscem zguby”. Każdy, który nie był wybrany, gdy usiadł na nim, umierał.
Wcześniejsi władcy zasiadali przy długich stołach. Na samym początku siedział król. Im dalej od króla, tym mniej ważni byli ludzie. Król Artur uważał, że wszyscy są sobie równi i dlatego podczas jego panowania wszyscy siedzieli przy okrągłym stole.